# Boróro
Boróro (Boe, Boé; često se u nestručnoj literaturi navode sa pogrešno pisanim naglaskom Bororó, na što je često uzaludno upozoravao njihov izvrsni poznavatelj Claude Lévi-Strauss, koji je svojevremeno živio među njima. Postoji i pleme Bororo u Africi, s kojim se ne smiju pobrkati).- Indijanski narod iz brazilske države Mato Grosso, jezične porodice Bororoan, Velika porodica Macro-Ge. Boróro Indijanci sastojali su se od nekoliko plemena, od kojih su se danas očuvali tek Orarimugudoge ili Boróros Orientais (Orari ili Istočni Bororo). Ostala plemena koja su pripadala u prave Boróro Indijance su Bororo do Cabaçal ili Bororo Cabaçais i Bororo da Campanha koji spadaju u grupu Bororo Ocidentais;  Boróro Coroado, pleme koje nije nosilo tonzure, nego su naziv 'okrunjeni' dobili po karakterističnim ukrasima od perja. Većina građe o Boróro Indijancima, temelji se na ispitivanjima Indijanaca Orarimugudoge. Populacija bez Umutina iznosila je 1.024 (1997.)

## Ime
Sami sebe nazivaju Boe. Naziv Boróro znači "pátio da aldeia" (='seosko dvorište').

## Plemena
- Orarimugudoge (Orari, Bororos Orientais; Sp. Bororo Oriental, Orari; Istočni Bororo)
- Boróro da Campanha
- Boróro do Cabaçal
- Aravirá (Ararirá)
- Biriwoné (Biriune, Biriouné)
- Boróros Coroados
- Umutina (Umotina), ovo pleme često se navodi kao samostalno.

## Etnografija
Organizacija
Boróro-selo Orarimugudoge Indijanaca sastoji se od kolektivnih koliba, koje mogu biti nastanjene s nekoliko obitelji. Selo je kružnog oblika, i kolibe su raspoređene oko središnjeg trga, u čijoj se sredini nalazi muškaračka kuća-baitemannageo. nevidljivi promjer istok-zapad dijeli selo popola, na sjeveru je polovica zvana Cera (u množini Ečerae). Klanovi Cere raspoređeni su po kućama s istoka na zapad (prema Albisettiju) i to po redu badegeba cobugiwu (gornje poglavice), bokodori (veliki tatu), ki (kíe u Enciklopediji Bororo) odnosno tapir, i badegeba cebegiwu (donje poglavice). Južna polovica Tugare sa zapada na istok idu kolibe iwaguddu (gralha azul ili plava ptica; Uroleuca cristatella), arore (gusjenica), apiboré (palma acuri; Attalea speciosa) i paiwoé ili paiwé (guariba-majmun; Alouatta sp.). U svim slučajevima rodovi su podijeljeni na niže jedinice i obitelji. Polutka i rod ili klan su egzogamni, matrilokalnog karaktera, a to znači da muškarac seli u kuću ženinog roda. Klanovi se razlikuju po mjestu koje zauzimaju na društvenoj ljestvici, po svojim zaštitnim obilježjima, privilegijama i zabranama. 
U muškaračkoj kući baitemannageo žena nema pristup. Prema Lévi-straussu, ona je postavljena po osovini sjever-jug (selo Kejara, vidi  Arhivirana inačica izvorne stranice od 18. ožujka 2012. (Wayback Machine)), dok se kod Albisettija nalazi u smjeru istok-zapad,. Ovdje treba naglasiti da je selo na rijeci Bareiro koje su svaki za sebe proučavali A. Colbacchini i Cesar Albisetti, bilo izgrađeno po nagovoru salezijanaca uz samu misiju, i uz još nekoliko anomalija, kao što je kvadratni oblik sela, a takvoga nema nigdje ni u jednoj indijanskoj zajednici. Osovina istok-zapad prolazi i kroz 'selo-duša', u kojima vladaju heroji Bakororo na zapadu s drvenom trubom ike, koja mu je zaštitni znak. Na istoku je heroj Itubore sa znakom rezonatora napravljenog od praznih izbušenih kalabasa, međusobno slijepljenih voskom (vidi   Arhivirana inačica izvorne stranice od 6. lipnja 2007. (Wayback Machine)).
Sustav srodstva
Terminologija sustava srodstva je tipa 'Crow'.
Brak
Sororat ili levirat kod Orarimugudoga nije obligatan. Kod rođenja djeteta nema naročitih ceremonija ali i otac i majka moraju paziti na tabue hrane sljedećih nekoliko tjedana. ovom tabuu hrane podložni su i ženini ljubavnici, potencijalni očevi, koje također tretiraju očevima djeteta. U nekim slučajevima Bororoi vrše abortus ili infanticid. 
Šamanizam
U šamanizmu Bororoa, prema Métrauxu, javljaju se klase šamana poznate kao  aroettawaraare i bari, koje u oba slučaja bira duša nekog mrtvaca ili neki duh. U slučaju aroettawaraare, on hoda šumom, a k njemu slijeću i padaju papagaji, poput začaranih. On se tada vraća kući i mrmlja nerazumljive riječi. Odabranik će se srušiti pod naletom vjetra kao mrtav, i u taj tren u njega će obuzeti neki duh, koji će govoriti kroz njegova usta. Postao je šaman. 
Privreda
Boróro su izvorno nomadski lovci i sakupljači, koji se sve više bave i agrikulturom. Obrada tla, tipična je mnogim plemenima kišne šume, način poznat kao posijeci-i-spali, koji zahtijeva sezonsku seobu zbog iscrpljivanja tla. Kasava i kukuruz glavne su kulture. Na muškarcu je da čisti polja, i naravno lov. Žena je zadužena za sjetvu i žetvu. Tijekom kišne sezone Orarimugudoge napuštaju svoja sela (žive u pantanalu), i odlaze u više predjele.
Nošnja
Boróro Indijanci za Claude Lévi-Straussa su najljepše građeni Indijanci Južne Amerike. I muškarci i žene hodaju goli, a jedina njihova odjeća je navlaka za ud kod muškaraca, poznate kao bá i izrađene od listova palme babassu (Orbignya sp.) i visoki pojas, komad tape iznad spolovila kod žene. Za svečane prilike žene Indijanaca se kite ogrlicama od majmunovih zubi i jaguarovih čeljusti i remenjem, izrađenim od pamuka i impregnirane zagasito-crvenom bojom urukua (Bixa orellana). Ovi ukrasi nose se samo tijekom prazničnih dana.

## Boróro danas
Današnji Borro Indijanci žive na 6 rezervata u državi Mato Grosso, a njihovo brojno stanje iznosi 1.030. Rezervati su: Terra Indígena Jarudore u općini Poxoréu, Kudorojarí u općini General Carneiro, Merure u općinama Barra do Garça i General Carneiro, Perigara u općini Barão de Melgaço, Tadarimana u općini Rondonópolis i rezervat Tereza Cristina u opčini Santo Antônio do Leverger.

## Vanjske poveznice
- Society-BORORO
- Bororo  Arhivirana inačica izvorne stranice od 1. veljače 2008. (Wayback Machine)
- Bororo jezik